# NK Tabor Sežana
NK Tabor ist ein slowenischer Fußballverein aus Sežana.

## Geschichte
Der NK (nogometni klub = Fußballklub) Tabor wurde 1923 gegründet.

## Stadion
Der Verein trägt seine Heimspiele im Stadion Rajko Štolfa aus.

## Erfolge
2. SNL
- Zweiter (1): 2018/19

## Statistik
| Saisons | Div. | Līga      | Platz | web   |
| ------- | ---- | --------- | ----- | ----- |
| 2017/18 | 2.   | 2. liga   | 7.    | [ 2 ] |
| 2018/19 | 2.   | 2. liga   | 2.    | [ 3 ] |
| 2019/20 | 1.   | Prva Liga | 7.    | [ 4 ] |
| 2020/21 | 1.   | Prva Liga | 6.    | [ 5 ] |
| 2021/22 | 1.   | Prva Liga | 9.    | [ 6 ] |

## Trainer
- Mauro Camoranesi

## Spieler
- Damir Mehmedovic